# Manduel
Manduel – miejscowość i gmina we Francji, w regionie Oksytania, w departamencie Gard.
Według danych na rok 1990 gminę zamieszkiwało 5579 osób, a gęstość zaludnienia wynosiła 211 osób/km² (wśród 1545 gmin Langwedocji-Roussillon Manduel plasuje się na 49. miejscu pod względem liczby ludności, natomiast pod względem powierzchni na miejscu 252.).